# Nesticus barri
Nesticus barri là một loài nhện trong họ Nesticidae.
Loài này thuộc chi Nesticus. Nesticus barri được Willis J. Gertsch miêu tả năm 1984.